# West Yorkshire
Il West Yorkshire (o Yorkshire occidentale, pronuncia [wɛst ˈjɔːkʃə]) è una contea cerimoniale e metropolitana del Regno Unito.

## Geografia
Il West Yorkshire, corrispondente grossolanamente al cuore del Riding occidentale della tradizionale contea inglese dello Yorkshire (ovvero una delle tre divisioni amministrative nello Yorkshire). La contea confina con il Lancashire, con la Grande Manchester, con il Derbyshire, con il Nord Yorkshire ed infine con il Sud Yorkshire.

## Storia
È stato istituito nel 1974 dall'Atto del Governo Locale 1972. Il suo consiglio di contea venne abolito nel 1986 trasformando i distretti in autorità unitarie e metropolitan borough de facto, sebbene la contea ancora esistesse per legge e dal punto di vista cerimoniale. Eccetto due persone, tutti i membri del Parlamento del West Yorkshire appartengono al Partito Laburista. A livello locale, i consigli sono generalmente suddivisi fra vari partiti, tranne il distretto di Wakefield che è stata per lungo tempo una delle migliori roccaforti laburiste del Regno Unito. Infatti, la tradizione industriale del distretto di Wakefield come miniera di carbone tende a fare di questo distretto un caso a sé.

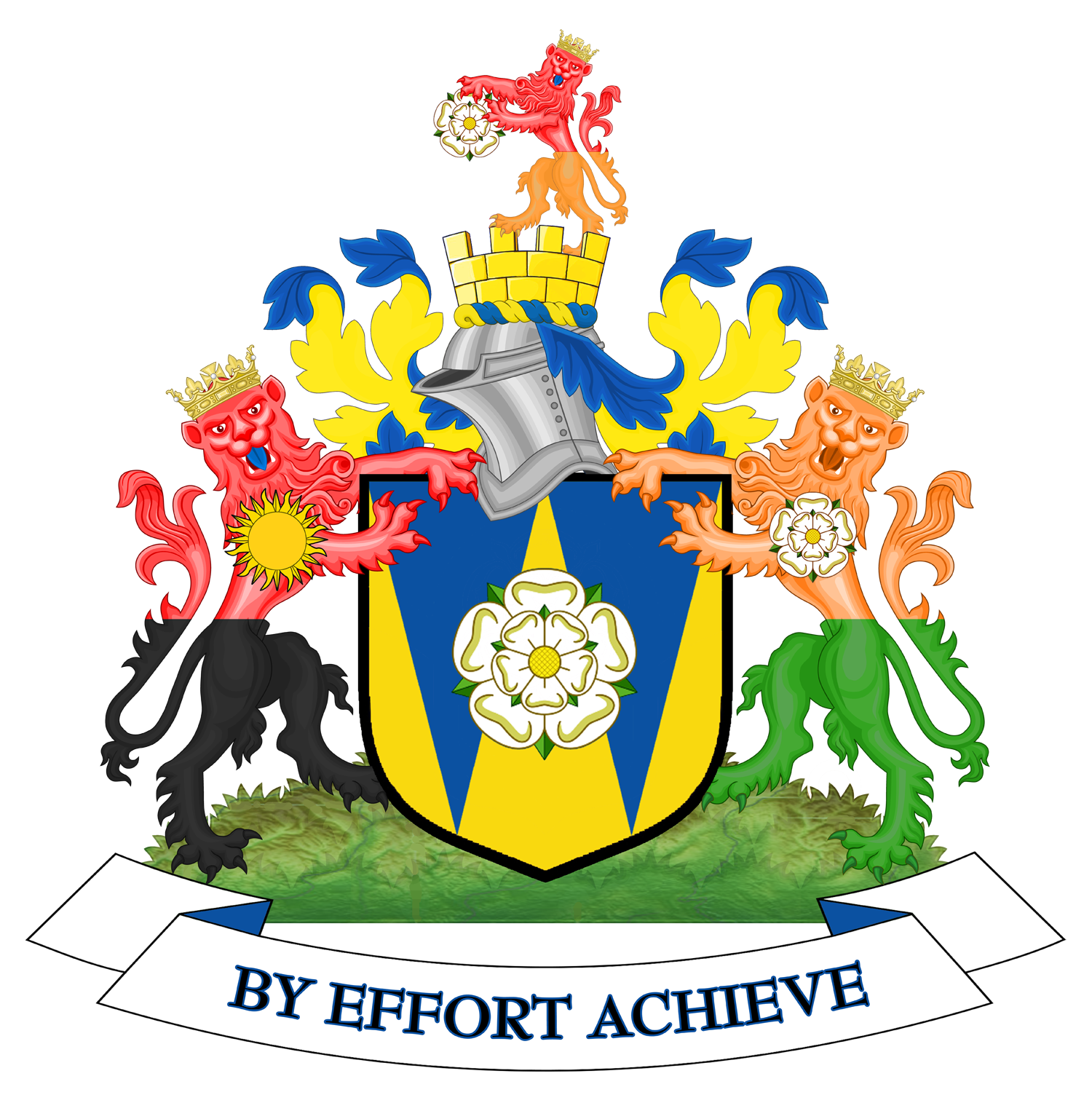
Stemma del vecchio consiglio provinciale

Sebbene il consiglio di contea fosse stato abolito, alcuni servizi locali venivano ancora gestiti a livello della West Yorkshire Joint Services creata dalle amministrazioni che ricadevano nella contea stessa. La Leeds City Region venne creata come una seconda agenzia ma di più ampio bacino geografico.  Attualmente è in progetto un sistema di tram nello West Yorkshire. L’insufficienza di questo modello in tema di servizi di emergenza (Polizia del West Yorkshire) e di trasporti pubblici ha portato nel 2014 a ricreare un’autorità comune, la West Yorkshire Combined Authority. Sul modello della Grande Manchester, anche il West Yorshire ha eletto un sindaco comune, divenuto anche il capo della polizia.

## Suddivisioni
|  | 1. Città di Leeds 2. Città di Wakefield 3. Kirklees 4. Calderdale 5. Città di Bradford |

## Città e paesi

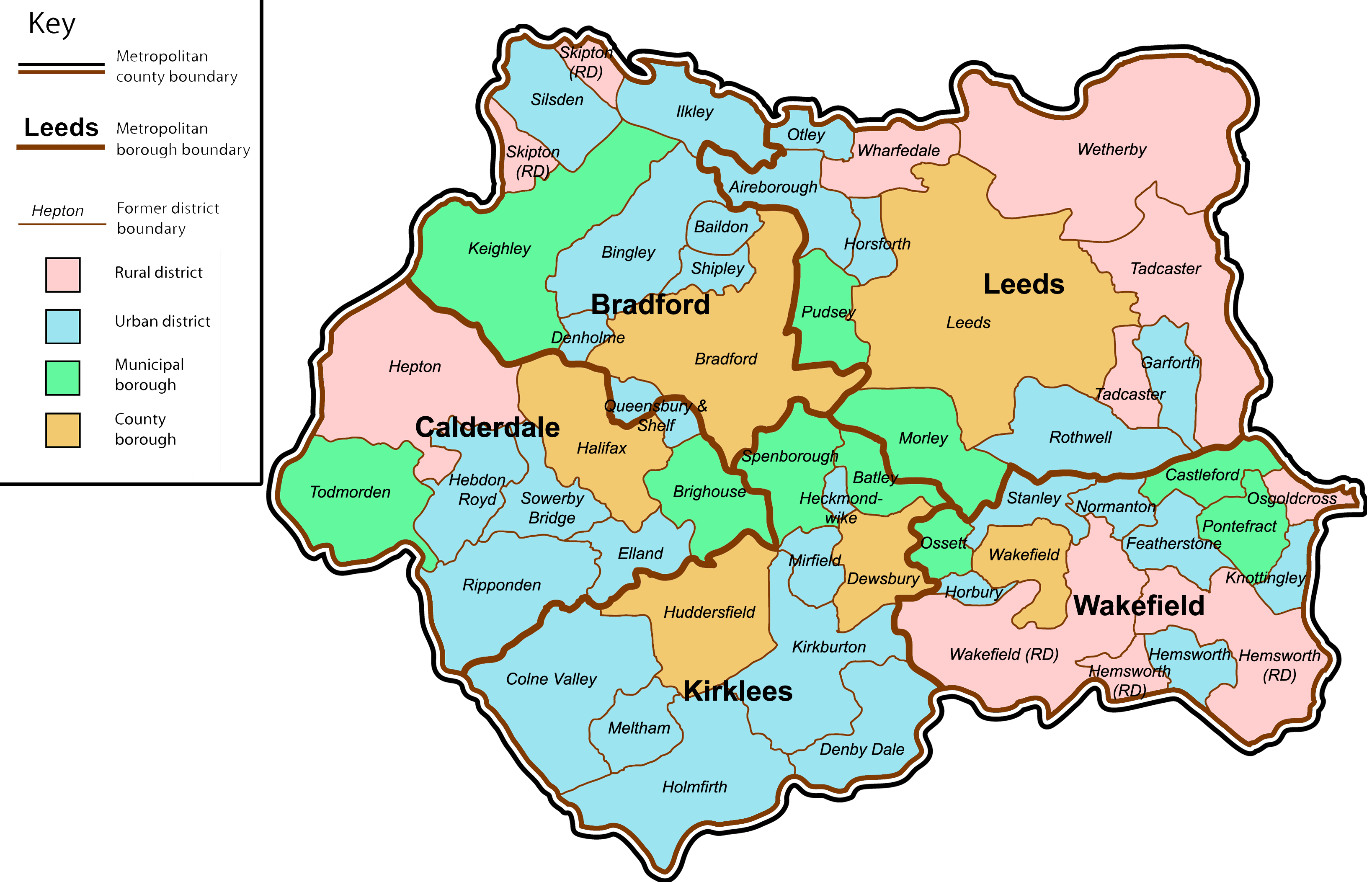
Formazione della contea nel 1974

- Ackworth
- Baildon
- Batley
- Beeston
- Bingley
- Birkby
- Boston Spa
- Bradford
- Brighouse
- Castleford
- Cleckheaton
- Copley
- Cragg Vale
- Cullingworth
- Denby Dale
- Dewsbury
- Elland
- Emley
- Esholt
- Fairburn Ings
- Fitzwilliam
- Garforth
- Golcar
- Gomersal
- Greetland
- Guiseley
- Halifax
- Harewood
- Hartshead
- Hartshead Moor
- Haworth
- Hebden Bridge
- Heckmondwike
- Hemsworth
- Heptonstall
- Holmfirth
- Honley
- Horbury
- Huddersfield
- Ilkley
- Keighley
- Kirkburton
- Kirkstall
- Ledsham
- Ledston
- Leeds
- Linthwaite
- Marsden
- Meltham
- Mirfield
- Morley
- Mytholmroyd
- New Mill
- Newmillerdam
- New Farnley
- Nostell
- Oakworth
- Ossett
- Oxenhope
- Otley
- Oulton
- Pontefract
- Pudsey
- Queensbury
- Rastrick
- Riddlesden
- Ripponden
- Rothwell
- Saltaire
- Sandal
- Scammonden Scarcroft
- Scholes
- Shelley
- Shibden
- Shipley
- Silsden
- Slaithwaite
- Sowerby Bridge
- Stanbury
- Temple Newsam
- Thornbury
- Thornton
- Thornhill
- Todmorden
- Tong
- Wakefield
- Walton
- West Bretton
- Wetherby
- Whitkirk
- Wilsden
- Yeadon

## Località d'interesse

### Località e monumenti storici
- Harewood House
- Cliffe Hall, noto anche come Castello Cliffe
- Esholt Hall
- Firsby Hall
- Kirklees Hall
- Ledston Hall
- Linthwaite Hall
- Linton Hall
- Lotherton Hall
- Kershaw House
- East Riddlesden Hall
- Oulton Hall
- Sandal Castle
- Shelley Hall
- Shibden Hall
- Tong Hall
- Bretton Hall
- Kirkstall Abbey, Kirklees Priory, Nostell Priory, Pontefract Priory
- Wetherby Castle
- Scarcroft Water Mill
- Roman Lagentium (Castleford)
- Saltaire, a model village
- Keighley and Worth Valley Railway

### Musei
- Bronte Parsonage Museum, Museo dei personaggi della scrittrice dello Yorkshire Emily Brontë, a Haworth
- Royal Armouries museum, Museo delle armature di Leeds
- Colne Valley Museum
- Pennine Farm Museum, Museo delle fattorie dei monti Pennini Ripponden
- Pontefract Museum
- West Yorkshire Folk Museum, Museo delle tradizioni dello Yorkshire occidentale a Shibden
- Museo nazionale minerario inglese, Netherton
- Museo nazionale della fotografia, film e televisione a Bradford
- Yorkshire Sculpture Park, parco delle sculture a West Bretton

### Ambiente
- Emley Moor, sito con le più alte strutture auto-portanti nel Regno Unito (antenna televisiva)
- Walton Hall, casa del naturalista Charles Waterton e della prima riserva naturale del mondo
- RSPB Fairburn Ings zona umida sede del centro per la salvaguardia degli uccelli
- Seckar Woods LNR, riserva naturale locale
- New Swillington Ings, riserva naturale locale

### Waterways (oCanali navigabili)
- Scammonden Water, Deanhead Reservoir, entrambi nelle moors vicino Ripponden
- Fiume Aire, Fiume Calder, Fiume Hebble, Fiume Spen, Fiume Worth
- Percorso navigabile Aire & Calder
- Percorso navigabile Calder and Hebble
- Grande canale navigabile Huddersfield
- Stretti canali navigabili di Huddersfield, e Standedge Tunnel
- Canale Leeds and Liverpool
- Canale Knottingley & Goole
- Canale Rochdale

### Divertimenti e Spettacoli
- Scout: il movimento Scout è rappresentato dagli Scout della contea del West Yorkshire e dagli Scout dello Yorkshire Centrale.
- The Pulse of West Yorkshire - stazione radio commerciale locale su Bradford, Kirklees, Calderdale e buona parte di Leeds, su pulse.co.uk. URL consultato il 14 novembre 2018 (archiviato dall'url originale il 14 giugno 2012).
- Pulse Classic Gold - stazione radio commerciale locale su Bradford, Kirklees, Calderdale e buona parte di Leeds, su pulseclassicgold.co.uk. URL consultato il 25 ottobre 2019 (archiviato dall'url originale il 9 agosto 2018).